# Otto Westphal (Fußballspieler)
Otto Westphal (* 30. August 1911; † Oktober 1980 in Augsburg) war ein deutscher Fußballspieler und Fußballtrainer.

## Werdegang
Otto Westphal war zu seiner aktiven Zeit Mittelfeldspieler und gehörte in der Saison 1949/50 zum Kader der SG Eintracht Hans Wendler Stendal in der DDR-Oberliga. Er absolvierte insgesamt vier Spiele, in denen er ohne Torerfolg blieb. Während der folgenden Saison 1950/51 übernahm Westphal als Nachfolger von Fritz Wittenbecher das Traineramt der nunmehr als BSG Lokomotive auflaufenden Stendaler. Für die Saison 1951/52 wechselte Otto Westphal zum Ligakonkurrenten BSG Chemie Leipzig und führte seine Mannschaft auf Platz drei. Im Dezember 1952 verließ er die Sachsen wieder. Seine nächste Trainerstation war Arminia Bielefeld, die er im Sommer 1955 übernahm. Er führte die „Blauen“ in der Saison 1955/56 zur Qualifikation für die neu geschaffene Verbandsliga Westfalen. Nach einem dritten Platz in der Saison 1956/57 verließ er Bielefeld im Sommer 1957 und wechselte zum SV Sodingen in die seinerzeit erstklassige Oberliga West.
Nach nur einem Jahr im Ruhrgebiet wechselte Otto Westphal im Sommer 1958 zu Phönix Lübeck in die Oberliga Nord. Zwei Jahre später mussten die Lübecker aus der Oberliga absteigen. Anschließend übernahm Westphal die togoische Nationalmannschaft. Im Sommer 1963 kehrte er nach Deutschland zurück und übernahm den Regionalligisten FC St. Pauli. Dabei brachte er den Spieler Guy Acolatse mit, der zum ersten schwarzen Fußballprofi in Deutschland wurde. Nach einem Jahr zog Otto Westphal zum TSV Schwaben Augsburg weiter, doch wurde er dort nach einem halben Jahr entlassen. Von 1965 bis 1966 trainierte Westphal die malayische Nationalmannschaft. Danach war er von August 1966 an drei Jahre als Staatstrainer im Kongo tätig. Am 30. Mai 1969 erhielt er dort den Titel eines Chevalier de Mérite. 1970 war er Nationaltrainer von Guinea. Er wurde dort Ende 1970 von der Ausweisung deutscher Bürger betroffen. In einer Viertelstunde musste er, von fünf Männern mit Maschinenpistolen umzingelt, seine Sachen in aller Eile zusammenraffen, bevor er zum Flughafen gebracht wurde. Den größten Teil seiner Habe konnte Westphal nicht mehr einpacken, auch sein Auto blieb zurück.